# Europees kampioenschap lacrosse
Het Europees kampioenschap lacrosse is een om de vier jaar terugkerend toernooi waarin verschillende nationale lacrosseteams, aangesloten bij de European Lacrosse Federation, aan meedoen. De teams van deze federatie komen allen uit Europa.
De eerste editie werd in 1995 gespeeld en werd tot en met 2001 jaarlijks gespeeld. Vanaf 2004 wordt het toernooi eens in de vier jaar georganiseerd, onder meer om het toernooi niet gelijk te laten vallen met het Wereldkampioenschap lacrosse voor mannen en vrouwen .
Het toernooi is onderverdeeld in een mannen- en een vrouwentoernooi. Soms worden die wel, en soms niet tegelijk en op dezelfde locatie gespeeld.

## Resultaten
| Jaar | Gaststad   | Mannen                           | Vrouwen                         |
| ---- | ---------- | -------------------------------- | ------------------------------- |
| 1995 | Praag      | Engeland · Tsjechië · Wales      | Geen competitie                 |
| 1996 | Düsseldorf | Engeland · Tsjechië · Schotland  | Engeland · Wales · Schotland    |
| 1997 | Stockholm  | Engeland · Tsjechië · Zweden     | Engeland · Wales · Tsjechië     |
| 1998 | Praag      | Geen competitie                  | Schotland · Engeland · Wales    |
| 1999 | Manchester | Engeland · Duitsland · Schotland | Wales · Engeland · Tsjechië     |
| 2000 | Glasgow    | Engeland · Duitsland · Schotland | Engeland · Wales · Schotland    |
| 2001 | Penarth    | Duitsland · Engeland · Tsjechië  | Geen competitie                 |
| 2003 | Göttingen  | Geen competitie                  | Engeland · Schotland · Tsjechië |
| 2004 | Praag      | Engeland · Duitsland · Schotland | Wales · Schotland · Engeland    |
| 2008 | Lahti      | Engeland · Nederland · Duitsland | Wales · Engeland · Schotland    |
| 2012 | Amsterdam  | Engeland · Ierland · Zweden      | Engeland · Wales · Schotland    |
| 2015 | Nymburk    | Geen competitie                  | Engeland · Wales · Schotland    |
| 2016 | Boedapest  | Engeland · Israël · Finland      | Geen competitie                 |
| 2019 | Netanja    | Geen competitie                  | Engeland · Israël · Wales       |
| 2020 | Wrocław    | uitgesteld                       | Geen competitie                 |